# Carolyn Enns
Carolyn Zerbe Enns es catedrática de Psicología y colaboradora en los programas universitarios de Estudios Étnicos, de la Mujer, de Género y de Sexualidad del Cornell College, en Mount Vernon, Iowa.

## Biografía
Licenciada en Trabajo Social en Tabor College en 1972, realizó posteriormente en 1977 sus estudios de Máster en Rehabilitación Psicosocial en la Universidad Estatal de California, Fresno. Finalmente, se doctoró en Psicología en 1987 por la Universidad de California, Santa Bárbara, y su área de especialización es la orientación psicológica.
Entre sus intereses académicos se incluyen los enfoques multicultural, feminista y transnacional de la psicoterapia y la psicología. Ha escrito aproximadamente 60 artículos y capítulos que se centran fundamentalmente en las áreas de género, pedagogía, y teoría y psicoterapia feminista.
En 1991 se colegió como psicóloga en el estado de Iowa, y desde el año 2000 es miembro de la Asociación Estadounidense de Psicología (APA), a través de la cual publicó en 2005 su obra Teaching and Social Justice: Integrating Multicultural and Feminist Theories in the Classroom (‘Enseñanza y justicia social: integración de las teorías feministas y multiculturales en el aula’). Asimismo, es autora de Feminist Theories and Feminist Psychotherapies: Origins, Themes, and Diversity (2004) (‘Teorías feministas y psicoterapias feministas: orígenes, temas y diversidad’); The Oxford Handbook of Feminist Multicultural Counseling Psychology(2013), sobre la “orientación psicológica multicultural feminista”, y Psychological Practice With Women: Guidelines, Diversity, Empowerment (2015) (‘Práctica psicológica con mujeres: orientaciones, diversidad, empoderamiento’).

## Obra
- Feminist therapy and empowerment.  En: ‘Handbook of the psychology of women (Vol. 2)’. Washington D. C.: American Psychological Association Press (publicado en prensa)
- Contemporary adaptations of “traditional” approaches to the counseling of women.  En: ‘Handbook of counseling women (2.ª ed.)’.  Newbury Park, CA: Sage (publicado en prensa; adaptación y actualización de un capítulo publicado en la 1.ª edición, 2003)
- Strengthening introductory psychology: A new model for teaching the Intro course. En:  ‘American Psychologist’, n.º 71, págs. 112-124 (2016)
- Experiencing cultural psychology in Japan and East Asia. En: ‘Internationalizing the undergraduate psychology curriculum’, págs. 73-90. Washington D. C.: American Psychological Association Press (2016)
- Psychological practice with women: ‘Guidelines, diversity, empowerment’. Washington D. C.: American Psychological Association Press (2015)
- Oxford handbook of feminist multicultural counseling psychology. Oxford University Press (2013)
- Gender: Women—theories and research. En: ‘Handbook of counseling psychology, vol. 1: Theories, research, and methods’, págs. 397-422.  Washington D. C.: American Psychological Association (2012)
- Counseling and psychotherapy in Japan. En: ‘Handbook of counseling and psychotherapy in an international context’, págs. 204-214.  Routledge (2012)
- Feminist approaches to counseling.  En: ‘Oxford handbook of counseling psychology’, págs. 434-459. New York: Oxford University Press (2012)
- Feminist counseling as a pathway to recovery. En: ‘Surviving sexual violence: A guide to recovery and empowerment’, págs. 160-178. Lanham, CT: Rowman & Littlefield Publishers (2011)
- On the rich tapestry of Japanese feminisms. En: ‘Feminism and Psychology’, n.º 21, págs. 542-546 (2011)
- Locational feminisms and feminist social identity analysis. En: ‘Professional Psychology: Research and Practice’, n.º 41, págs. 333-339 (2010)
- Multicultural feminist therapy. En: ‘Handbook of diversity in feminist psychology’, págs. 367-388. Springer Press (2010)
- Teaching and social justice: Integrating multicultural and feminist theories in the classroom. Washington D. C.: American Psychological Association (2005)
- Feminist theories and feminist psychotherapies: Origins, themes, and diversity (2.ª ed.). Binghamton, NY: Haworth Press (2004)

## Premios
A lo largo de su carrera, y en su condición de miembro de la APA y de la Asociación de Psicología del Medio Oeste (Midwestern Psychological Association), Enns ha recibido varios premios nacionales y condecoraciones otorgados en los Estados Unidos. A continuación se reflejan algunos de ellos:
- Premio Florence L. Denmark/Mary E. Reuder por sus destacadas contribuciones internacionales a la psicología de las mujeres y de género, en 2013 (División de Psicología Internacional de la APA)
- Foremother Award (premio que se otorga a mujeres pioneras en algún ámbito sanitario), en 2010 (Sección de Orientación Psicológica de la APA para el Progreso de las Mujeres)
- Distinguida Líder para Mujeres en la Psicología, en 2009 (Comisión de la APA sobre Mujeres en la Psicología)
- Heritage Award (Premio del Patrimonio) por sus distinguidas, numerosas y perdurables contribuciones a la práctica feminista, en 2008 (Sociedad de la APA para la Psicología de las Mujeres)
- Premio a la Mujer del Año, en 1998 y 2007